# Trilepidea
Trilepidea é um género botânico pertencente à família Loranthaceae.

## Espécies
- Trilepidea adamsii